# Голямо Пещене
Голямо Пѐщене е село в Северозападна България. То се намира в община Враца, област Враца.

## География
Намира се на 22 км североизточно от Враца и е разположено сред обширна лъка по левия бряг на р. Скът. Землището му се простира на площ от 29 461 дка и граничи на изток с Вировско, на юг с Тишевица, на запад с Баница и на север с Мало Пещене и Оходен.
Селото е водоснабдено, електрифицирано, радиофицирано, телефонизирано и включено в Националната телекомуникационна мрежа. Селото е свързано с транспортна връзка чрез автобусна линия от Враца, като през делнични дни има автобус-сутрин, обед и вечер, а в празнични само сутрин с вечер. 

## История
В местността Таблювец има останки от голямо трако-римско селище. Тук са открити една мраморна глава от статуя на жена и мраморна оброчна плочка с посвещение на Херос, тракийския бог-конник. Според запазения старогръцки надпис върху плочката, посвещението е направено от тракиеца Куинтос в 3 век. В същата местност е намерен и един железен главнярник за огнище.
Името на село Пещене е жителско име. Пещене са жителите на село Пещ. Едно местно предание разказва, че преди много време селото е било високо в бърдо Веслец при Големата пещера, която е югозападно от с. Цаконица. Цакончене наричат мястото Пещенските гробища. През 1961 г. е направена археологическа експедиция на това място. Открити са трапове от замлянки на средновековно селище и неговия некропол с погребения от 14 век. Стари хора от Цаконица разказват, че тук са живели „пещене“. Находките от експедицията потвърждават и двете предания, че тук е било село Пещене.
До средата на 15 век село Пещ се е намирало до Голямата пещера и до Цаконица в местността Пещенските гробища. По неизвестни причини за сега жителите на село Пещ при Цаконица се преселили в равнината и тук основали ново селище, което се нарекло с жителското име Пещене. Но изглежда, че условията в равнината са били добри и село Пещене нараснало числено. Част от неговото население се отделя на юг в землището на обезлюденото село Слатина и основава ново селище с името Горно Пещене. Малко след това се образува и селото Мало Пещене. Така старото Пещене започнало да се нарича Големо Пещене.
Стари родове в с. Големо Пещене са: Бацинци (Ничкоровите), Белкашете (от тях са Барешниците и Рогачете), Буджалиите, Въчковци, Въшовци (Банчовци), Ганчовци, Дръндарете, Йолчовци, Кошаранете, Къчовци, Мишовци, Нинковци, Ничовци, Пепелиите, Петровци, Рашовци, Синигерете, Тодариновци и Кьосовци.
От имената на местностите може да се разбере, че тук има неочаквано много старинни имена и много от тях са образувани на арумънска основа, например Лесконош, Барзиловец и др. От всичките събрани 223 имена на местности 12% окончават на -ец и на -ица. От всичко това и от преведените османски извори може да се каже, че около средата на 15 век, когато жителите на село Пещ слизат в равнината, са заварили тук едно по-старо българско население, примесено с арумъни пастири.
При избухването на Балканската война в 1912 година трима жители на Голямо Пещене са доброволци в Македоно-одринското опълчение. В селото има паметник на загиналите за освобождение на България.

## Население
1910 г. – 1585 души; 1926 г. – 2114 души; 1934 г. – 2235 души; 1946 г. – 2358 души; 1965 г. – 1615 души; 1975 г. – 1196 души; 1985 г. – 1024 души; 1992 г. – 750 души; 2009 г. – 622 души. Според резултатите от преброяването през 2021 г. населението на селото е 447 души.
Преброяване на населението през 2011 г.
Численост и дял на етническите групи според преброяването на населението през 2011 г.:
|                     | Численост | Дял (в %) |
| Общо                | 476       | 100,00    |
| Българи             | 397       | 83,40j    |
| Турци               | 0         | 0,00      |
| Цигани              | 75        | 15,75     |
| Други               | 0         | 0,00      |
| Не се самоопределят | 0         | 0,00      |
| Неотговорили        | 1         | 0,21      |

## Редовни събития
В селото има запазени обреди и обичаи, които се првеждат на следните дати: 24, 25 и 26 декември (Коледа), 14 януари (Василовден), 19 януари (Йордановден), 20 януари (Ивановден), 21 януари (Бабинден), 14 февруари (Трифон Зарезан), 19 февруари (Тодоровден), 22 март (Ден на пролетта), 7 май (Събор на селото).

## Обществени институции
Читалище „Пробуда – 1926“ в село Голямо Пещене е действащо читалище, регистрирано под номер 2753 в Министерството на Културата на Република България. Към читалището има женска фолклорна група и танцов състав; библиотеката му се състои от 8490 тома.

## Личности
Родени в Голямо Пещене
- Кънчо Аврамов, скулптор